# ボルヴィック

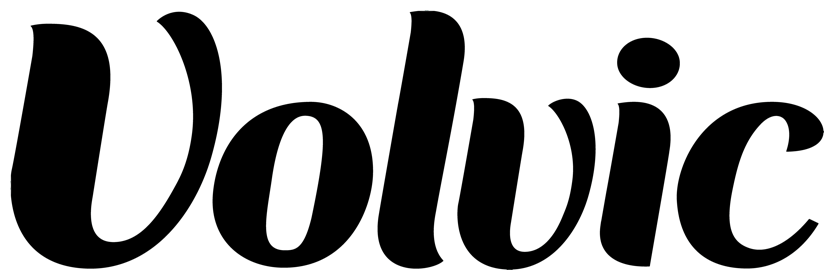
ボルヴィックのロゴ

ボルヴィック（英: Volvic; 仏: Volvic）は、フランスのナチュラルミネラルウォーターのブランド。エビアンとともにダノングループの製品である。日本国内では2020年12月31日まで、キリンビバレッジが販売していた。2021年以降はアイリスオーヤマ傘下のアイリスフーズが販売を行っている。
ヨーロッパでは珍しい軟水のミネラルウォーターである。
このほか、2007年5月1日に「ボルヴィック フルーツキス レモン」の発売を皮切りに、同ミネラルウォーターをベースにしたフレーバーウォーターも多数発売されている。

## 水源
約4,000ヘクタールに及ぶ水源地はオーヴェルニュの国立公園の中にあり、地上、地下問わず水源地周辺での建築物の建造を一切禁止したり、産業規制を行ったりするなどして厳重な保護がなされている。
フランス政府は2014年以降、ダノンに年間280万立方メートル、1リットルボトル換算で28億本分の採水を許可している。2021年時点で、水源地一帯では河川の流量が減少しているとの指摘がある。

## 基本情報
- カルシウム - 11.5 [mg/l]
- マグネシウム - 8 [mg/l]
- ナトリウム - 11.6 [mg/l]
- カリウム - 6.2 [mg/l]
- 硬度 - 60 （軟水）
- pH - 7.0
- 水源 - フランス中部のコミューン、ヴォルヴィック周辺
- 殺菌方法 - 無殺菌
- ボトリング状況 - 採水地からボトリング工場までパイプラインで輸送

## 歴史
- 1958年 - ボルヴィック社設立
- 1986年 - サントリーフーズが、日本での販売を開始。
- 1993年 - 販売元が三菱商事に移る[3]。
- 2003年 - ダノンと三菱商事、キリンビバレッジによる合弁会社「キリンMCダノンウォーターズ」を設立[4][5]し、同社から発売。
- 2007年 - 本製品1リットル購入につきアフリカに10リットルの清潔な水が贈られる日本ユニセフ協会支援企画「1L for 10L（ワンリッターフォーテンリッター）プログラム」を開始（2009年以降も実施されている）。
- 2008年10月29日 - ボトルを空けた際に異臭がするとの問い合わせが28件有り、キリンビバレッジでは輸送時に使用したコンテナの塗料成分がボトルを透過して混入したことが原因と思われると発表。同時期に出荷された約57万本のボトルを回収する措置を取る[6]。
- 2010年5月21日 - キリンビバレッジが、1Lペットボトル製品の一部にカビが混入した商品があると発表。ボルヴィック社工場で定期修理中の生産ラインから送水管を通して1Lボトルの生産ラインにカビが侵入したことが原因であるとし、該当製品を回収する措置をとった[7]。
- 2012年4月2日 - 500mlペットボトルを、植物由来原料を一部使用した「グリーンボトル」に切替。
- 2013年
  - 1月1日 - 日本国内での事業スキーム変更に伴い、販売・マーケティングをキリンMCダノンウォーターズからキリンビバレッジに移管[4]。
  - 2月26日 - リニューアルに合わせて500mlで先行採用されていた「グリーンボトル」を全サイズに拡大[8]。
  - 3月12日 - フレーバーウォーター「ボルヴィック クリアピーチ」を発売[8]。
  - 6月4日 - フレーバーウォーター「ボルヴィック レモン&ライム」を発売[9]。
- 2014年
  - 5月13日 - フレーバーウォーター「ボルヴィック フレンチカシス」を発売[10]。
  - 8月26日 - フレーバーウォーター「ボルヴィック グリーンアップル」を発売[11]。
- 2015年3月17日 - 「ボルヴィック」をパッケージリニューアルし、同時にフレーバーウォーター「ボルヴィック フレンチレモン」を発売[12]。
- 2017年5月2日 - フランスの製造工場で充填機が破損、容器内に部品のプラスチック片が混入した可能性があるとして、一部商品の自主回収を発表[13]。
- 2020年
  - 7月6日 - キリンビバレッジ株式会社が、2020年12月31日をもって、日本での販売を終了すると発表[5]。
  - 12月31日 - 日本での販売を終了。
- 2021年 - アイリスフーズ株式会社が販売を再開（輸入者は株式会社オーヤマ）[14]。